# ヤッターマン只今参上
ヤッターマン只今参上（やったーまんただいまさんじょう）は、平和が2007年3月に発売した5号機のパチスロ機。同名のテレビアニメ「ヤッターマン」とのタイアップ機。
同じく「ヤッターマン」とのタイアップ機で、2002年発売の4号機・ドロンジョにおまかせについてもここで詳述する。

## 概要
ボーナスは4種類あり、青7揃いがビッグチャンスで、純増最大312枚。終了後には50GのRT（ヤッタータイム=YT）が付属する。赤7揃いがミドルチャンスでこちらにはRTは付属しない。青7・青7・黒がレギュラーチャンスで純増最大104枚。そして青7・赤7・黒がヤッターチャンス，純増24枚だが，終了後に333GのRTが付属する。ボーナス時には全て2枚掛けとなり、小役は全て15枚の払い出しとなるので、効率よく最大枚数を獲得するためには全ての小役をこぼさずに取るべきである。
演出は20インチの全面液晶で行われる。前作と異なり今作はヤッターマン1号，2号がドロンジョ、トンズラー、ボヤッキーのドロンボー一味を撃破したらボーナス確定となる。ヤッターマンのメカはヤッターキング、ヤッタードジラなどが登場。ドロンボー一味のメカも登場し「ポチっとな」のフレーズも健在、そしてメカの自爆もある。また，ドクロベーも後ろ姿で登場し、チャンス演出を行う。もちろん前作同様「ブタもおだてりゃ木に登る」のおだてブタも登場する。
小役の重複抽選は7・BAR・7の1枚役のみ。チャンス目（プラム・リプレイやベル・リプレイの平行テンパイハズレ）はこの役のとりこぼしで現れる。このときにメカバトルなどが始まった場合に当選の期待感が高まる。

## ドロンジョにおまかせ
- AT機全盛時の4.1号機のため、出玉のポイントはドロンボーナス (DB) と呼ばれるAT（内部的にはATを伴ったRT＝AR）。
- ヤッターマンとのタイアップ機であるが、主役は「ドロンボー一味」。主役が負けるとボーナスorDB確定という、少し変わった機種である。原作同様、主役が勝つことはない。
- BIGは赤7絵柄。DBは青7、または「ドロンボー」と書かれた黒絵柄。DBは揃った絵柄で連チャン期待度が異なる。また、DB中の純ハズレでゲーム数延長のチャンス。
- 確定告知が発生しても、揃う絵柄は3G間告知されない（但し、DB中は完全告知かつBIG確定である）。これはプレイヤーが、何が揃うかの期待度を持続するため。
- ビッグボーナス終了後、DB獲得のチャンスゾーンに突入。液晶と台枠のランプで滞在状態が判別可能。
- 比較的、安定した出玉推移を見せるAT機であるが、設定5・6においてはヒキ次第では大幅な大爆発を起こすこともある。
- 演出に登場するのはドロンボー一味のみ。（ヤッターマン側のキャラは登場しない）
- 2004年にドラスからPS2用ゲームソフト「スロッターUPコア3 愉打!ドロンジョにおまかせ」が発売された。
- 現在は、オンラインゲームサイト『ななぱち』にてプレイが可能である。